# 國際代謝手術卓越聯盟

國際代謝手術卓越聯盟（International Excellence Federation for Bariatric &
Metabolic Surgery 簡稱IEF），於2010年由現任於中國醫藥大學附設醫院國際代謝形體醫學中心的黃致錕院長，期將台灣最優質的減重暨糖尿病手術品質及照護推向國際，藉此建立一個最高品質的學術網路平臺，讓世界各地之間的內外科醫生與醫療人員彼此能夠分享手術知識和專業技能，並共享資料和成果。

## 歷史/背景
在21世紀，肥胖與第2型糖尿病明顯已經成為一個重要且嚴重的公共健康問題之一。第2型糖尿病是一種迅速成長的非傳染性疾病，全球有近3亿的人罹患此病。預計到2030年，罹患糖尿病的人口將高達4.5亿人。更令人擔憂的，無論是成人還是幼童，肥胖已成為全球死亡的主要原因之一。

近年來，減重暨糖尿病手術變得越來越重要，成為一個有效對抗這種致命疾病的方法。國際糖尿病聯合會（IDF）及其附屬的組織涵蓋超過160個國家，包括200多個糖尿病協會。IDF指出手術的介入能預防糖尿病的併發症，並能削減醫療照護系統的費用。
在2010年，IEF是由黃致錕醫師所建立的一個國際平臺，讓世界各地之間的外科醫生與醫療人員能夠彼此能夠分享手術知識和專業技能。IEF的成立提供了一個豐富資源的空間，讓成員能夠分享寶貴的意見、資料和成果。

## 使命
IEF的目標是建立高品質減重暨糖尿病手術中心的學術網路，致力於以病人為原則的卓越減重手術中心，同時堅持嚴格且實質的的準則。

## 任務

### 中心
．界定減重暨糖尿病手術中心的品質標準。

．建立擁有卓越能力的跨領域中心。

．維護創新手術治療結果的資料庫。

．建立病人照護的標準化臨床路徑。

．提供肥胖與代謝徵候群病人最佳治療方案。

．促進不同地區中心之間病人追蹤方式。

### 外科醫師
．堅持高品質的照護標準。

．形成外科醫生與醫療團隊的教育訓練網絡。

．提供新進入減重暨糖尿病手術領域的外科醫師必要訓練計畫。

### 會議
．舉辦每年兩次全球外科醫生的會議。

．為中心會員舉辦每三個月一次的網路會議。

### 研究與發表
．促進減重暨糖尿病手術領域的研究與發表。

## 組織

### 主席
黃致錕醫師致力於微創手術和減肥手術領域已超過10年。身為一位減重暨糖尿病手術的創新先驅者，他以發展出新式外科手術而聞名。2008年，他發表了世界上第一個“經臍單切口腹腔鏡胃繞道手術”。2009年，他發表了另一種更新“腹腔鏡可調式胃束帶摺疊術”（LAGBP）。2009年，他所領導的國際減重暨糖尿病手術中心成為第一個在美國境外通過ICE認證的中心。他對於減重手術的投入與創新受到相當的肯定。2010年，黃醫生被授予著名的“Endos醫學科技獎”，隨後於2011年接受美國代謝與減重手術協會（ASMBS）的頒獎。

黃致錕醫師不僅在許多研究及會議有相當大的貢獻，他更積極投入於減重暨糖尿病手術的訓練，提供專業訓練課程給在世界各地減重及代謝手術方面的外科醫師。

## 總部
當黃致錕醫師仍任職於台灣義大醫院的國際減重暨糖尿病手術中心（B.M.I.S.C.）時，由黃致錕醫師帶領成為第一個在美國境外亞太區通過國際卓越中心（ICE）認可的中心。該中心是一個跨領域的中心，專注於需要接受減重及代謝治療和管理的病人。近年來，國際減重暨糖尿病手術中心舉辦了兩次國際會議（第一次和第二次IEF大會），提供一個交流與傳播減重暨糖尿病手術最新發展的平台。

黃致錕醫師的創新手術包括： 

1. 2008年推出世界首例單一傷口經臍無疤痕胃繞道手術（SITU-LRYGB）

2. 腹腔鏡可調式胃束帶摺疊手術

3. 袖狀胃切除及小腸繞道手術

我們於減重暨糖尿病手術領域中，推動外科醫師和專業團隊的工作坊與訓練。